# Fournou Korifi
Fournou Korifi is de naam van een Minoïsche nederzetting enkele honderden meters ten oosten van het dorp Mirtos aan de zuidkust van het Griekse eiland Kreta.
Fournou Korifi ligt op een heuvel aan de kust, van waaraf de Middellandse Zee goed kan worden overzien. Het is een archeologisch belangrijke nederzetting, omdat ze in haar geheel stamt uit een specifiek deel van de Vroeg Minoïsche tijd, namelijk uit de periode 2900 tot 2300 v.Chr., en daardoor veel informatie over dit tijdvak heeft opgeleverd. De nederzetting, een complex van ongeveer 100 ruimtes dat uiteindelijk door brand werd verwoest, werd in 1967 opgegraven door de Britse archeoloog Peter Warren. Hij trof onder andere de overblijfselen van twee weefgetouwen aan.
Over de wijze van bewoning van Fournou Korifi lopen de meningen uiteen. Volgens Warren was het de woonplaats van ongeveer 100 tot 120 mensen, die als gelijken naast elkaar leefden. Keith Branigan daarentegen kwam op basis van Warrens gegevens juist tot de conclusie dat het een soort herenhuis van een lokaal belangrijke persoon moet zijn geweest, mede omdat volgens hem een aantal zeer kleine kamers aan de noordzijde van Fournou Korifi niet voor bewoning werd gebruikt. Nog weer een andere interpretatie is die van Todd Whitelaw, die aan de hand van een eigen onderzoek naar de ontwikkeling van de nederzetting en het gebruik van de verschillende ruimtes stelde dat er indertijd niet meer dan 25 tot 30 mensen woonden, verdeeld over vijf of zes families.
De locatie is afgerasterd en niet voor het publiek toegankelijk.
Niet ver ten westen van Fournou Korifi, net buiten Mirtos, ligt Pirgos, eveneens een Minoïsche nederzetting.